# ジュエルペット きら☆デコッ!
『ジュエルペット きら☆デコッ!』（Jewelpet Kira☆Deco!）は、日本のテレビアニメ。サンリオとセガトイズによるキャラクター「ジュエルペット」アニメシリーズの第4期として、2012年4月7日から2013年3月30日までテレビ東京系列にて放送された。全52話。テレビ東京・テレビ大阪・テレビ愛知では字幕放送を実施。

## 概要
製作局及び放送時間枠、ジュエルペットの基本設定などは前作『ジュエルペット サンシャイン』や第2シリーズ『ジュエルペット てぃんくる☆』を継承しているが、作中の舞台背景や設定に関しては過去3作がそうであったのと同様に、他のシリーズとの関連性は特に存在しない。
本作では『てぃんくる☆』『サンシャイン』と続いた魔法学校を舞台にした学園アニメとは趣向を変え、ジュエルランドへ召喚された5人の少年少女・キラデコ5（ファイブ）が人間界の危機を救うため、ジュエルペットと共に伝説のアイテム「デコストーン」を探し求めてジュエルランドを冒険するというものになっている。前作に比べるとややソフトな作風になっているが、今作においてもマニアックなパロディやハイテンションなギャグが挿入されており、後半ではリア充などのネットスラングが飛び交い現実のネット社会を皮肉している内容になっている。
フォーマット上では、エンディング直前に1分程のCパートが挿入されていることが特徴。基本的には本編とは直接関係ない内容だが、本編に関連した内容の場合もある。
製作面では、2005年から2009年まで放送された『おねがいマイメロディ』シリーズの監督・キャラクターデザイン・音楽などの主要スタッフが再集結している。また、本作の主題歌は芦田愛菜が担当し、その関係で劇伴や主題歌の発売元が過去の日本コロムビアやイマジンからユニバーサルミュージックに変更されている。
過去3作同様、本作も1人で複数のキャラクターを担当する声優が多く、またジュエルペットと人間側のメインキャラとを兼任している声優もいる。シリーズでは初めて専属のナレーションが設定され、そのナレーションをサフィー役のささきのぞみが兼任している。字幕の色は全員紫。
なおナレーションは主にアバンタイトルに挿入され、本編ではメインキャラクター以外のジュエルペットが進行役を務めている。
放送中の2012年6月23日より本作の世界観をベースにしたミュージカル版がサンリオピューロランドで上演。本編終了後の2014年6月22日まで上演された（後述）。

## ストーリー
はるか昔、ジュエリーナはジュエルペットを創造し、楽しくゴーゴーをエンジョイしていた。しかしある日突然、隕石がミラーボールにぶつかり、壊れて飛散してしまった。その悲しみのあまりジュエリーナは石化してしまう。
その後ルビー達はジュエルランドにあるジュエルタウンで楽しく暮らしていたが、そこに突然「キラデコ5」と名乗る5人の人間がやって来た。彼らは闇に覆われつつある人間界を救うためにジュエルランドに送還された「正義のヒーロー」だという。
ルビー達とキラデコ5は、キラデコ5と敵対する「デコラナイン」の妨害にあいながらも、人間界を救うために必要な「デコストーン」を集めていく。

## 登場キャラクター
前作同様にジュエルペットと人間キャラクターとのパートナー関係はないが、メインのジュエルペットと烈以外のキラデコ5はそれぞれ特別な関係を持っている。
また、ルビーを中心にジュエルペット側をメインとしており、キャストクレジットもジュエルペット側が先だが、テレビ東京の公式サイトではキラデコ5のメンバーが先に紹介されている。

### ジュエルペット
ジュエルペットの基本設定についてはジュエルペット#キャラクターを参照。いずれも、本シリーズ独自の設定であり基本設定からは外れた部分も多々あり、存在するのは過去3作と同様である。また過去3作と比べ、何かしら設定付けがされているジュエルペットも数多いが、本筋に関係ないモブペットに関してはキャラ設定が固定されておらず、同じペットに複数の顔を持たせているケースが多い。これは回によってスター・システムを活用しているとも言える。
過去3作に比べジュエルペットの身長が大きくなっており、過去3作では各人間キャラのすね位のサイズだったが、今作では人間キャラのひざ位のサイズになっている。
本作品では、魔法を使用する場合ジュエルポッドの電力不足や電波圏外になると魔法を使用できないという制約や、闇魔法などの攻撃を一定以上受けてしまうとジュエルチャーム状態に戻ってしまう設定になっている。

#### メインキャラクター
本作のストーリーの中心となるジュエルペット達。
ルビー
声 - 齋藤彩夏
過去3作に引き続き（ジュエルペット側の）主人公。ニホンウサギのジュエルペット。
本作ではデコに興じており、「きらきら屋」という店を経営している。ただし、デコのセンスは悪く、キラキラしているものであれば小石や貝殻、挙句の果てにはサンマまでデコる。
性格は元気いっぱいで好奇心旺盛だが、前述したデコのセンスの他、ガーネットらの批評を聞いていなかったり、オパールの角をたんこぶと勘違いしたりと、若干抜けているドジっ子でもあり、本人も自覚している。ただし、無印や『サンシャイン』に見られた「やんちゃでいたずら好き」な部分はなくなっており、『てぃんくる☆』同様やや抑えめな性格である。また、ストレスが溜まったり寝不足になると毛が抜けてしまう。
自身の長い耳を手のように使うなど器用な面もある。
デコが素敵という理由でラブラとエンジェラに捕まりそうになったぴんくを助けた。ラブラとエンジェラがぴんくを追って来た際には所有していたデコを保釈デコとして全て引き渡したため、ぴんくに感謝され、「デコフレンド」となる。また、「デコフレンド」の証としてぴんくから貰ったデコをジュエルポッドに付けている。
このことからぴんくが落ち込んだり悲しんだりすると励まし、ぴんくが危機に陥ると助けたり庇ったりするなど、自分のことよりもぴんくのことが大事に思っている。
第8話にて4番目のデコストーンから話を聞き、ダンスを踊ることでデコストーンを操ることが出来る「デコストーンマスター」であることが判明した。このことによりデコラナインからは要注意人物として目を付けられるようになった。
集めたデコストーンはルビーの家で管理しており、漬物石代わりとして扱っていた。このデコストーンで漬けた漬け物は非常に美味しく、「きらきら漬け」と言う名称で漬け物を販売していた。しかし、第27話にてルビーのジュエルポッドの裏にデコストーンをデコることになり、ルビーはもうデコストーンを使って漬け物が作れないことを悲しんでいた。
最終回ではデコストーンマスターとして覚醒し、ダンスを踊ることによって未回収のデコストーン全てを引き寄せ、デコストーンの輝きによってヤミの将軍を倒した。そしてぴんくとのお別れの前にぴんくから貰ったデコを魔法で複製し、友情の証としてぴんくへプレゼントした。
ガーネット
声 - 平野綾
ペルシャ猫のジュエルペット。過去の作品同様おしゃれ好きだが、貧乏性だった前作とは対照的に、本作では豪邸に住むお嬢様となっている。
イケメンな青騎士に内心では惹かれ、彼を執事にした。表向きは辛辣な態度をとっているものの、裏では慕っているツンデレである。しかし第20話で青騎士に「お嬢様」と呼んでもらい、それ以降青騎士に対してデレデレになった。
第51話にて執事であった青騎士をクビにし、自分のみを奉仕するだけでなく世界中の女の子に対して奉仕するように命じた。
サフィー
声 - ささきのぞみ
キャバリア犬のジュエルペット。控えめで大人しい性格である。賢くて勉強家だが、不器用で料理や片付けなどは苦手である。本屋を営んでいる。黄一と一緒に暮らしており、彼をよく信頼している。
滅多に怒ることはないが、怒るともの凄く恐ろしくなる。
ラブラ
声 - 沢城みゆき
ジュエルタウンのパトロール警官。ポーラーベアの赤ちゃんのジュエルペット。ただし、ジュエルランド自体が平和な国であるため、実質的に仕事というものはしていない。口癖は「ラブ」。
本作では前2作のような「準主人公」ではなく、主要ジュエルペットの1人となっており、キャストクレジットもガーネットやサフィーより後となる。
一見無垢なようだが、キラデコ5に不法侵入や公務執行妨害等で牢屋600年以上の刑罰をかけ、保釈として大量のデコを要求するなど黒い面がある。他人の話を聞かず強引に行動することもある。魔力が異常に高いため、泣き出すととんでもない事態を起こす。
第51話でヤミの将軍の攻撃を受けてしまい、ジュエルチャームに戻ってしまったが、最終回ではデコリーナの力により生まれ直し、併せて40番目のジュエルペットであるローサのジュエルチャームを持ち現れた。
エンジェラ
声 - 豊崎愛生
ジュエルタウンのパトロール警官で、前作同様ラブラのパートナー。アルパカのジュエルペット。口癖は「パカ」。マイペースでのんびりとした性格だが、怒らすと表情が一変し時には襲いかかることもある。
前作以上に毒舌となり、「(ルビーに対して)助けなければよかったパカ」、「(烈に対して)お前が鬱陶しいパカ」と思ったことを全て言ってしまうことがある。
烈に対しては嫌悪感を抱きながらも、第35話や第51話にて合体技を披露している。
コール
声 - 上田燿司
謎の組織「デコラナイン」から向けられた刺客の一人。カピバラのジュエルペット。ヤミの将軍に忠実だが、どこか抜けている。
自称「ダークエンジェル」と呼び、自身の宝石を「漆黒のダイヤモンド」と称し、コーヒーはブラックを好む、墨をとぐなど、徹底的に黒にこだわっている。語尾に「〜ヤミ」と付け、笑い方も「ヤミヤミヤミ」。小さい頃から闇の組織の仕事ばかりしており、内心は学校でクラスの輪に打ち解けたいと考えている小心者な一面もある。見た目も残念だが、パラダイス村ではゴリキングと肩を並べるほどの評価を受けた。また、真面目な性格であり、学校の魔法試験の時には試験官を務め、デコストーンの管理が甘いルビーとぴんくに対して説教をしていた。
永らくコール自身は、石炭から生まれたジュエルペットであると信じていたが、実は石炭から生まれたのではなく、炭鉱内に転がっていた泥炭が、ヤミの将軍の靴の裏にへばり付いた結果、ヤミの将軍の持っていたパワーに過剰反応する形で自我を持って勝手に生まれた偶然の産物に過ぎなかった。つまりコールはダークエンジェルでもなければ、ジュエルペットですらないという、異質な存在である。
度重なる失敗でジュエルポッドの材質がダンボールになったり、トイレットペーパー型のジュエルポッドへ変化させられていくが、第42話でデコストーンを持ち帰ってきたことにより、香り付きで二枚重ねのトイレットペーパー型のジュエルポッドまで変化させてもらった。そして、第44話にて見切りをつけられ、第45話ではヤミの将軍への通信で居留守を使われた挙句、イオからザコ呼ばわりされてしまった結果、精神的にやつれていってしまう。いっその事どこか遠くへ行ってしまいたいと思ってしまうが、ジャスパーのラジオを聴いた事で一度立ち直り、恥も外聞も捨てて最後のチャンスを与えてもらうよう、ヤミの将軍に懇願する。もう一度任務を任されたコールは、炭鉱に出動させられたのだが、その任務は四天王のトールとコハクの別の任務の邪魔にならないようにヤミの将軍が厄介払いに仕向けただけであり、コールは用済みの存在と見なされていた。炭鉱へ行ったときに自力で見つけて手に入れたデコストーンもコハクに横取りされてしまった上に、自身の出生の真実も告げられた結果、それを受け入れられないままデコラナインを追放され、全てを失ってしまったコールはデコバスに乗り、ジュエルタウンから離れてどこかに行ってしまう。
その後、厳しい現実から逃れるためにジュエルランドのどこかの町にあるネットカフェ「ヤミッシュ」に潜伏し、オンラインゲーム「#ヤミますクエスト」を始めた。性別は女を選んで自分に似たアバターを作成し、アバター名は「黒天使」と名付けてログインした。そこでネット越しにやみりんという少女のアバターと出会い、協力して「永遠のずっともペアリング」を手に入れる。「ヤミますクエスト」の本編が終わった後でもログインをして何度もやみりんに会っている。
第50話にてお別れを言いに来たやみりんから励まされ、第51話でもう一度ヤミの将軍のために頑張ろうとジュエルタウンに戻ってきた。しかしヤミの将軍に対して悪戦苦闘しているルビー達を陰から見て、かつてコル美だった頃の生徒を想う気持ちが蘇った。ヤミの将軍のために働くか、それとも生徒を助けるか葛藤をしている内にラブラがヤミの将軍の攻撃を受けてジュエルチャームに戻ってしまったのを目撃し、コル美の姿で飛び出した。葛藤して悩んだ結果、生徒を助け暴走したヤミの将軍を止めて助けるのがコールの出した答えであった。ヤミの将軍にたった一人で立ち向かい、走っていくことによってコル美の変装が取れ、生徒全員にコル美の正体がコールであることを明かしてしまった。本気を出してヤミの将軍に攻撃する瞬間、コールとヤミの将軍が付けていた「永遠のずっともペアリング」が互いに見て、「ヤミますクエスト」での正体を互いに知ってしまった。そしてコールは生みの親であるヤミの将軍に対して大好きであり友達である告げ、ヤミの将軍の攻撃を受けて負けてしまった。戦いに敗れヤミの将軍の攻撃を受けたコールの体はダイアモンドに変わってしまい、最後のヤミ知識をオパールに告げて気絶した。
最終回ではデコリーナの力によってダイヤモンドから元に戻り、オパール、イオ、ヤミの将軍から出迎えられた。そしてエンディングでヤミの将軍と一緒にダンスを踊っていた。
見た目からしてカピバラに見えないせいか、第34話ではパープルにカバと間違われた。
コル美
ルビー達に近づくためにコールが女装した姿。第10話にてルビー達に女装され、そこからヒントを得てこの姿になった。ルビー達に近づくために女装していたが、生徒達と触れ合う事で生徒が可愛らしいと思えてしまい、生徒からも信頼を得ていた。
オパール
声 - 沢城みゆき
通称オパール姫。ユニコーンのジュエルペット。ルビーのライバル。学園に転校した日にルビーの勘違いから自慢の角をタンコブと言われクラスメイトに笑われ、それからは何かとルビーを目の仇にしているが、ルビーからは好意的に思われている。
前作までのおとなしい性格とは対照的で、『サンシャイン』の水城花音のごとく高飛車な性格のお嬢様となっている。口調も語尾に「〜ったら」と付けている。豪邸で暮らすお嬢様だが、ガーネットの家ほど規模は大きくない。
シックなものが好きで黒にこだわり、さらに悪の戦士であるコールに惚れ、ルビー達やキラデコ5と敵対することとなった。だがジュエルタウンを守るために、一時的にルビーに協力したこともある。ルビーを倒すのは自分であるため、第51話ではヤミの将軍の攻撃を受けそうになったルビーを助けた。
コールに対する仲間意識は持つものの、心の底ではコールが弱いのではないかという疑いと侮辱の念を持っていた。しかし第51話にてヤミの将軍へたった一人で立ち向かうコールの姿を見て、コールが弱くなかったことを知り、ダイアモンドになったコールを見て号泣した。
イオ
声 - ささきのぞみ
ロップイヤーのジュエルペット。語尾は前作と同じく「〜だッチ」。オパールの友人にして取り巻き。そのため、出番が過去のシリーズより格段に増えており、オパールに付き添う形でルビー達やキラデコ5と敵対する。焼きそばパンが好物。
比較的常識人で、コールに対して頻繁にツッコミを入れるが、コールが女装した「コル美先生」に惚れてしまうなどずれた一面もある。また、コールのことはいつも馬鹿にしており、コールがヤミの将軍から見切りをつけられてヤミの将軍への通信で居留守を使われた際には、辛辣な言葉を言って追い討ちをかけている。第51話にてコル美の正体がコールであることを知り、ショックを受けて青ざめてしまったが、最終回ではショックから立ち直り、ダイアモンドから元に戻ったコールに対して「コール先生」と呼んで出迎えた。
見た目からしてウサギに見えないせいか、第34話ではパープルに犬と間違われた。

#### サブキャラクター
上記の通り、その他のジュエルペットは番組の進行役として登場したり、学校の生徒といったモブキャラとしてランダムで登場する。そのため、ストーリーの本筋には大きな絡みがない。最終回では全員揃ってルビー達やキラデコ5を応援した。
ダイアナ
声 - 宍戸留美
第1話より登場。マンチカンのジュエルペット。ハゲのカツラを被っており、ジュエルペットでは唯一ルビーから「ちゃん」付けで呼ばれている。第30話本編では、セリフはなかったものの、ブルーに自分のハゲヅラを貸したことがある。
これ以外でも、セリフなしのモブキャラとしての登場のみかと思いきや、実は第1話の時点からハゲヅラ型のデコストーンの影響で、天性のギャグ好きな性格が強く押し出され、神出鬼没のキャラクターとなっていた。ルビー達のところに現われては次々とボケをかましたが、突っ込んでもらえないことにいら立ち、第49話でついに激怒、ルビー達をスベルランドに連れて行き、自分の受けた屈辱を返そうとした。
カイト
声 - 沢城みゆき
第1話、第7話の進行役。ジャック・ラッセル・テリアのジュエルペット。第6話ではサフィーの本屋に入店していた。第24話では舞踏会でアレクとぴんくの取り合いをしていた。
上記のように、目立ったことがあまりなかったが、第37話本編では、その原因がデコストーンによってできた忍者屋敷に住んでいたことであることが判明。ルビーたちを忍者屋敷におびき寄せ、一緒に住んでいるニック、ユークと一緒に思いっきり目立って名前を覚えてもらおうとした。結果、イオにしか気づかれなかったが、彼らにとってもイオは眼中になかった。
今まで同じく語尾は「〜だワン」。
ニック
声 - 井口祐一
第37話本編に登場。フェレットのジュエルペット。カイト、ユークと一緒に忍者屋敷に住んでいた。3人の中では一番目立ちたがり屋だが、ドジを踏んで失敗することが多い。
ユーク
声 - 吉田仁美
第37話本編に登場。ビーグル犬のジュエルペット。カイト、ニックと一緒に忍者屋敷に住んでいた。3人の中では一番慎重派だが、気づかれにくいのがアダとなり、3人の中では一番危険な目に遭った。
ちなみに、彼ら3人の住んでいた屋敷を出現させていたデコストーンは透明なので、コールたちの方はルビーがデコるまで見つけていたとは気づかなかった。
サンゴ
声 - 清水愛
第2話、18話、19話、30話の進行役。茶トラ猫のジュエルペット今までと同じくスウィーツ好きで、語尾は「〜にゃん」。進行役としては多く出ている。第39話本編ではジュエルタウン裁判長の助手として登場した。
チターナ
声 - 江里夏
第3話の進行役。シマリスのジュエルペット。今までと同じく語尾は「〜でちゅ」。
第31話本編にも登場。山奥にあるしっぽ拳の道場の師範。自分のしっぽ拳を受け継ぐ者を求めているというが、実はそれを目標に努力してきた者たちの生気を吸い取ることで、自分のしっぽ拳を強化していた。
緑から生気を吸い取ろうとしたが、逆に生気を吸い取られ、最終的にラブラたちに逮捕された。しかし、その生気の吸い取り方は羞恥極まりなく、これを行った緑は、この31話終盤で大恥をかいた。
リン
声 - 早川真由
第4話の進行役。インコのジュエルペット。今までと同じく語尾は「〜リン」。
クリス
声 - 金田アキ
第5話の進行役。ミニチュアダックスフントのジュエルペット。無印のように京都弁では喋らない。
第11話本編に登場して以降は、カリスマ店員としてジュエルペット専門の衣服店を営んでいる。
トパーズ
声 - 金田アキ
第5話本編に登場。ヨークシャー・テリアのジュエルペット。青騎士の虜になってしまう。無印や『サンシャイン』のように名古屋弁では喋らない。
第11話本編で衣服店を営んでいることが判明。クリスとは違い、どんな服でも作ることができる反面、根暗で服に対するこだわりが激しい。また、第24話の舞踏会では踊る相手のいないぴんくに対して冷かしを言っていた。
フローラ
声 - 金田アキ
第11話本編に登場。ヒツジのジュエルペット。ゴールデンクリーミーウールの原料となる毛皮を持つ。それを知って以来、空に浮いて雲に擬態していた。そのため、雲と見間違うほど毛が伸び放題になっていた。大人しくてピュアな性格とは裏腹に凶暴な一面があり、強力な魔法が使える。
第20話では進行役、第5話、第6話ではショッピングモールの客や学校の生徒のペットとして登場している。前作と同じく語尾は「〜モコ」。
ラピス
声 - 竹内順子
第6話本編に登場。ロシアンブルーのジュエルペット。サフィーの本屋の客として登場した他、ルビー達と同じ学校に通っている。コル美先生行き付けのBARを営んでいる。
タータ
声 - 竹内順子
第6話の進行役。リスザルのジュエルペット。今までとは異なり、語尾は「〜ウキ」。本編ではジュエルタウンのドロボウ猿として騒動を起こしており、こちらのタータは人語は話さず猿の鳴き声でしか話さない。
ラルド
声 - 土屋真由美
第7話本編に登場。笹の谷にいるパンダのジュエルペット。他のジュエルペットより大きいが、寂しくなるとさらに巨大化する。「モフ」としかしゃべれない。第11話では、クリスの店の専属モデルとして、ポスターが貼られていた。舞踏会にも参加し、ぴんくにアピールしたこともある。
彼の着ている服は、現在パンダ飼育員を引退した「三幸（ミユキ）」という男性が若い時にパンダ飼育員を続けるきっかけを作ってくれたお礼として贈ったものである。
ペリドット
声 - 甲斐田ゆき
第8話本編に登場。パピヨン犬のジュエルペット。『無印』、『サンシャイン』同様、西洋かぶれなしゃべり方。ルビーの幼馴染で、とにかく冒険を求める情熱的な性格の冒険家。自前の飛行機で空を飛ぶことが好きだが、実はてぃんくる同様自分の耳で空を飛ぶこともできる。
また、毎年デコリマスにデコサンタの手伝いをしている。
チャロット
声 - MAKO
第8話の進行役。ミツバチのジュエルペット。前作同様、語尾は「〜っちゃ」。第23話本編では恋の達人として有名だが、自身のやりすぎた行動で彼氏が二股以上になってしまう。そのくせ、自分のせいだと思わずお仕置きするなど、恋の達人とは程遠い独りよがりな面を持つ。公式同様、蜂蜜が大好物。
リル
声 - 藤田知美
第9話の進行役。ミニブタのジュエルペット。今までとは異なり、語尾に「〜ブー」と付けて喋る。
ブラウニー
声 - 波田野由衣
第10話の進行役。ハリネズミのジュエルペット。今まで同様、語尾は「〜うに」。第49話ではルナと一緒に家でテレビを見ていた。
ジャスパー
声 - KENN
第12話本編に登場。チーターのジュエルペット。ジュエルタウンの保安官で、投げ縄を器用に操るカウボーイ。街の平和を守るためにドロボウのタータを追い続けている。
また、舞踏会にも警備を兼ねて参加し、サコム操作用のカギを守り抜いた。ダンスは苦手で、3回にわたってカギの隠し場所を言うことになったが、オパールはこれを自分への告白と勘違いした。
中身が残念キャラだった前作と異なり、クールで紳士な公式に近い性格になっている。緑に尊敬されている。
また、ラジオ番組のDJを副業としてやっていたり、「ヤミますクエスト」の公式キャラにもなっていた。
第40話ではルビーの夢の中で門番として登場した。
プレーズ
声 - 岩村愛子
第13話の進行役。トイプードルのジュエルペット。
アクア
声 - 岡野浩介
第15話の進行役。クマノミのジュエルペット。今までと同じく、語尾は「〜ギョ」。
キング
声- 木内秀信
第21話本編に登場。フレンチ・ブルドッグのジュエルペット。インチキ宝石商を営んでいた。ジュエルタウンにて、ルビーから3回にわたって、デコストーンもろとも全てのデコを騙し取ったが、最後は無償で勇気のわく宝石を（それでもお守り程度の安物だが）くれたが、結局ラブラ達に逮捕され、デコはすべてルビーのもとに戻された。今までと同じく、語尾は「〜ダス」。
第39話本編で再登場した時にはエンジェラによってキングが住んでいる家が爆破されたと思い、エンジェラを訴えて逮捕させた。しかし爆破の原因は川遊びしていたルビーが水切りで確認せずに投げた#ドッカン石であり、真犯人はルビーだった。これによりエンジェラは釈放され、そのかわり真犯人のルビーが逮捕された。
また第45話では進行役で登場。インチキ宝石商のキングと同一人物であった。
ミルキィ
声 - 内海慶子
第22話の進行役。チワワのジュエルペット。今までと同じく語尾は「〜ですぅ」。第42話本編では焼き芋屋として登場したが、それは仮の姿であり、世界の滅亡を救う美少女救世主（自称）であった。トンズラダムスの予言書による世界の滅亡を防ぐために活動している。オカルト好きであり、本人によると世界の中心はさいたまウルトラアリーナであり、さいたまは聖地らしい。
グラナイト
声 - 田丸篤志
第24話本編に登場。ホワイトライオンのジュエルペット。ルビーのボーイフレンドである。前作でこのジュエルペットになった白石御影とは異なり、ダンスが好きでかなりファンキーな性格になっている。
また、第40話ではルビーの夢の中で結婚相手として登場した。
アレク
声 - 五十嵐裕美
第24話本編に登場。スコティッシュフォールドのジュエルペット。舞踏会でぴんくにアピールをし、カイトと取り合いをしていた。
ルナ
声 - 宍戸留美
第28話本編に登場。ネザーランド・ドワーフのジュエルペット。今までと同じく語尾は「〜だナ」。元々は月に光を与えるために月に住んでいるジュエルペットだったが、第27話の宇宙大戦の影響で月が破壊されてしまい、ジュエルタウンの笹の谷に落下した。さらに、たまたま竹の中にあったデコストーンの影響で体が縮んでしまう。
ラルドによって、竹の中から取り出され育てられた。最終的にデコストーンを回収されることで体が元の大きさに戻り、ラルドに育てられている間に月の修復が完了しアベニュー達が迎えに来てくれたことで月へと帰れた。
第49話では、ブラウニーの家に居候していた。
アメリ
声 - 悠木碧
第30話本編に登場。ジャンガリアンハムスターのジュエルペット。イケメン村に住んでいるジュエルペット。ルビー達より一回り小さい。
イケメン村ではゴリキングに重労働させられていた。
ネフライト
声 - 尾崎恵
第41話本編に登場。ウェルシュ・コーギーのジュエルペット。コールの幼馴染であり、始末屋として恐れられている。同シリーズ作品と同様、語尾は「〜ゲロッパ」。
どんなゴミでもきれいに掃除してしまうが、本来はそのためにつかっている掃除機で狙った獲物を始末する。
ルビーを始末するようコールに依頼されるが、ルビーの純粋さと背伸びした色気に惚れてしまい、始末屋である事との葛藤で自暴自棄になりラブラたちに自首するも、あっさり善人として切り捨てられ愕然とする。そして悩みに悩んだ末に依頼主であるコールを始末し、ルビーとの思い出とその他の思い出を合わせて掃き捨て、ルビーのもとから去って行った。
ローサ
声 - 茅野愛衣
第51話にてヤミの将軍の攻撃を受け、ジュエルチャームと化していたラブラが最終回でデコリーナの力によって復活し、併せて持って出たジュエルチャームから誕生した通算40番目のエゾヒグマのジュエルペット。さくらんから「どこかで見たことある」と指摘されており、第47話以降の番組内でのサンリオ商品CMでも新しいジュエルペットとして紹介されている。

### スウィーツペット
さくらん
声 - 日高里菜
第18話で、他のスウィーツペットに先駆けて登場。口癖は「〜もっち」。もち肌のはずだが第18話の時点では、もち肌とは思えないほど堅く口癖も「〜カッチ」と堅苦しくなり、暗い性格だった。しかしルビーたちの努力もあって、元のもち肌に戻った。
なお第19話では、他のスウィーツペットも登場している。また、最終回にも姿を見せた。
マカロン4兄弟
マコ 声 - MAKO / カコ 声 - 三宅麻理恵 / ロコ 声 - 大亀あすか / コロン 声 - 藤田咲
第19話に登場。祭りでマカロンを売っていた。
メロリーナ
声 - 大亀あすか
第19話に登場。星見の夜でプリンキーと共にプリン入りのメロンパンをお供えした。第20話ではCパートに登場した。
プリンキー
声 - 向井萌恵
第19話に登場。星見の夜でメロリーナと共にプリン入りのメロンパンをお供えした。
ドナドナ
声 - 藤田咲
第19話に登場。祭りでは輪投げコーナーを担当。また、39話ではホンネ岩草のある桃色山について知っていた。語尾は「～ドナ。」
エクレン
声 - 斎藤千和
第32話に登場。お腹がすいたマコちゃんのために、黄一が連れてきた。

### キラデコ5
人間界からジュエルランドへ召喚され、空から降って来た「正義のヒーロー」を名乗る5人の少年少女。ルビーたちと共にストーリーの中心となる。
大宮 ぴんく（おおみや ぴんく） / シャイニーピンク
声 - 豊崎愛生
人間側の主人公。キラデコ5の紅一点。色々な物にデコるのが大好きで、湘南新宿ラインで渋谷の高校に通い、デコのカリスマ高校生になる夢を持つ埼玉県さいたま市大宮区出身の中学1年生。
素直で明るい性格であるが、ケンカや増長した時になると口が悪くなったり、暴力的になるなど気の強い一面がある。
デコ検定2級の資格を持っており、デコが上手であるため、ルビーによって投獄を免れた。自身のデコを大切にしており、自身のデコを犠牲にしてまで他のメンバーを助けることには躊躇していたことから他のメンバーをあまり良く思っていないようだが、自身を助けたルビーには感謝の念を抱き、仲良くなる。また、ぴんくが持っていたデコを友情の証としてルビーにプレゼントした。
黄一ほどではないが料理も上手である。
過去に恋愛に興味があり、年上のイケメンな先輩などに告白をしていたがフラれることが多かった。その上、髪の毛がボサボサでイケてない服を着ており今と比べると地味でイケていなかった。
このことが原因で恋愛に対してはトラウマになり、お洒落に気を遣うようになった。
第49話ではデコリスキー博士とは従姉妹の関係であると発言し、コネ採用によってキラデコ5に選ばれたと思っていた。しかし、カツラ型のデコストーンが作り出したヅラスペースの影響によってキラデコ5結成前の過去のさいたまウルトラアリーナの地下へ飛び、キラデコ5各個人の特徴を調べていたデコリスキー博士の独り言を聞いた。そこでぴんくはコネ採用で選ばれたのではなく、周りのみんなを輝かせる力を持っているから採用され選ばれたことを知った。
第50話ではカイゼルの闇魔法攻撃によってヤミ化されてしまい、ヤミの夢空間へ飛ばされて憧れの渋谷の女子高生になった。そこでは渋谷の高校のイケメン4人からアプローチされたり、憧れのセンパイと一緒にバンドをやったりと充実した高校生活を送っていたが、ルビーたちやキラデコ5のことを記憶から抹消されていた。しかし、ヤミの夢空間で何度も現れたルビーによって思い出していき、ルビーたちを助けるために脱出を決意した。その時センパイから誘惑されるも振り切り、センパイ諸共ヤミの夢空間を壊した。そして助けに来たデコバスに乗りヤミの夢空間から脱出し、カイゼルからルビーのジュエルポッドを取り返しルビーを復活させ、ルビーとの合体魔法攻撃によってカイゼルを撃退した。
第51話では心の原石はもう磨かれているとデコリスキー博士から話を聞き、ぴんくの運命のジュエルである「ピンクルビー」が生成され、新生シャイニーピンクへ変身できるようになった。
最終回ではルビーとのお別れの前に、ぴんくがイケてなかった頃の写真を友情の証としてルビーにプレゼントした。そして本編ラストでは湘南新宿ラインに乗って渋谷ではなく、高崎方面の高校に通う姿が描かれていた。
人間側の主人公ということで、ルビーたち5人以外で唯一Cパートに登場していた（ただし、全話ではない）。
人間側の主人公の声優が他のキャラクターと兼任するのはシリーズでは初めてである。
『ジュエルペット マジカルチェンジ』ではルビーとの通話時に登場した。
赤城 烈（あかぎ れつ） / バーニングレッド
声 - 寺島拓篤
キラデコ5のリーダー。熱血漢で体を鍛えるのが趣味。群馬県出身の中学3年生。
「地球を救う」という使命感がメンバーの中でも特に強く、とにかく前向きである。
また格闘技の心得があり、前向きな性格のため闇魔法が効かなかったり、キラデコ5最強の戦闘能力を持つことから闇の組織からも難敵視されている。さらに宇宙空間に放り出されても生きているなど人間離れしている面がある。
過去に昆虫採集のため赤城山に行った時、緑を迷子にさせてしまい、緑に対して過保護になった。
だが、元々の原因はツチノコを探すあまり6時間も待たせてしまった烈にあったが、当の烈はこれに関しては反省おらず、待たせていた場所から離れて烈を探しに行った緑に対してげんこつを喰らわせてしまった。この事により緑は烈の事が嫌いになった。
しかし、カイゼルの闇魔法によって自分がした過ちに気付いて反省をし、闇魔法を振りほどいた末に緑に謝ったが、この出来事がきっかけで闇魔法への耐性はなくなった。
リーダーという立場もあることから、烈を除くキラデコ5全員の弱点を知っている。
他のメンバーとは異なり、住居も黄一が作ったログハウスに一人暮らしをしている。ルビーたちとの特別な関係は無く、烈の運命のジュエルも判明していなかったが、第51話にてエンジェラと特別な関係があることが判明し、烈の運命のジュエルである「レッドエンジェライト」が生成され、新生バーニングレッドへ変身できるようになった。
最終回ではキラデコ5の活動を続けており、悪者を退治しているようである。
尾崎 青騎士（おざき ブルーナイト） / ブルーナイトブルー
声 - 小野大輔
クールなイケメンで、人間界ではアイドルだった。兵庫県出身の中学3年生。
意図的に相手の女性を褒めるので、大半の女性が彼の虜になってしまう。ぴんく曰く「チャラ男」。
ガーネットに執事になるという条件で釈放された。
アイドルということもあり、自分が美しくなくなること、自分の美しさを否定されることを嫌っている。そのため、第30話でぴんくを守るためとはいえ、ブサイクな恰好をしたときには、帰る道中放心していた。
戦闘面では強い足技を誇っており、烈との対戦成績は9勝9敗9分でほぼ互角の力を持っているが、女性がらみの戦闘ではない場合、戦闘力が1割減ってしまうことが烈から指摘された。
第51話では自分は全く成長していないと嘆いていたが、ガーネットに執事をクビにされ、世界中の女の子を奉仕するように命じられた。そして心の原石が磨かれ、青騎士の運命のジュエルである「ブルーガーネット」が生成され、新生ブルーナイトブルーへ変身できるようになった。
最終回ではキラデコ5の活動を続けており、ガーネットからプレゼントとして貰ったスピーカーから声を聞いて、助けを求める世界中の女の子を助けるように命じられた。
赤城 緑（あかぎ みどり） / スマートグリーン
声 - 平野綾
キラデコ5最年少で、烈の弟。兄にコンプレックスを抱いており、兄を超えることを望んでいる。子供扱いされることが嫌い。小学3年生。
当初はラブラとエンジェラの魔力を利用して烈を超えようと企んでいたが、ある一件により彼女たちと友人となる。
中性的な外見をしており、ぴんくと初対面した当時は現在よりいっそう女の子っぽい外見だったが、ぴんくに女の子と間違われたことに反発し、すぐ現在の髪型に変えている。ラブラたちの誤解が解けた後はラブラとエンジェラの家で暮らしている。
また、ラブラたちが家事を全くしないため緑が全部引き受けているなど、苦労人な一面がある。
第48話にて烈を超えるのではなく自分の道を突き進むことを考え、第51話では心の原石が磨かれ、緑の運命のジュエルである「グリーンラブラドライト」が生成され、新生スマートグリーンへ変身できるようになり、最後のバトルで初めて今まで嫌っていた兄との連携プレイを見せた。
最終回では数年後の姿が描かれ、長身のイケメン中学生になっていた。
富良野 黄一（ふらの きいち） / スローライフイエロー
声 - 園田泰隆
食べることが大好きな巨漢。おっとりした性格。北海道出身の中学1年生。語尾に「〜なんだもの」と付ける。
手先が器用で、料理、裁縫、工作など何でもできる一方、自分の失敗で他人を不幸にしてしまうと、しばらく泣き続けるほど責任感がある。暴力も好きではなく、たとえ敵でも他者を傷つけることはできない。ラブラたちの誤解が解けた後はサフィーの家で暮らしている。
第51話にて誰かを傷つけることじゃなく、大切な人たちを守り抜くのが自分の役目であると主張した。そして心の原石が磨かれ、黄一の運命のジュエルである「イエローサファイア」が生成され、新生スローライフイエローへ変身できるようになった。キラデコ5メンバーで最初に運命のジュエルが生成された人物である。
最終回では人間界に帰還後、北海道で元の暮らしに戻った模様である。
2013年放送のシリーズ5期『ジュエルペット ハッピネス』第39話にてゲスト（カメオ）出演。忘年会の余興でやっていた腹踊りであずさ先生を感動させていた。

### デコラナイン
ヤミの将軍
声 - 上田燿司
闇の組織「デコラナイン」を設立した人物。序盤までは姿が隠れていたが、第27話にてベールが脱げた。闇魔法でヤミ化させたデコストーン、通称「ヤミストーン」を利用し全世界をヤミ化させ、世界中のカップルやリア充などを殲滅し、大宮の名称を大闇市に変えるのが目的である。秘密基地の場所は不明だが埼玉のどこかに住んでいる。
オンラインゲーム「#ヤミますクエスト」をプレイしており、少女型のアバターを作成し、アバター名「やみりん(声 - 堀中優希)」としてログインしている。そこでアバター名「黒天使」と出会い協力して「永遠のずっともペアリング」を手に入れる。
「ヤミますクエスト」の本編が終わった後でもログインしており、キラキラした物を身に付けている他のプレイヤーに対して攻撃をしたり、黒天使に対して過去の失敗談などを話している。
彼の正体はぴんくのおじであり、デコリスキー博士と付き合い、結婚をしていた。 しかし性格の不一致により離婚してしまい、この事からカップルやリア充に対して嫉妬しヤミ化してしまった。
カイゼル
声 - 村上幸平
デコラナイン四天王。ぴんく達と同じ人間で埼玉県出身の金髪のイケメン。コールとは違い冷静な性格であり、キラデコ5各個人の性格や弱点などを調べ上げて行動し、作戦のためなら金や闇魔法も惜しみなく使う。
ルビーとぴんくを対立させるために二股交際を行った が、二股を行うことで女からどんな仕打ちをされるかわからなかったため、作戦は失敗した。その際、大量の金と闇魔法を使用したため、ヤミの将軍から出禁にされた。
第46話では、コールが消えて悲しんでいたオパールの弱った心につけこみ、闇魔法で洗脳しヤミ化させた。その後ヤミ化したオパールを利用して青騎士を闇魔法で洗脳し、ルビーのジュエルポッドを奪っていった。しかし、青騎士自らが闇魔法の洗脳を解いてカイゼル自身が撃退されるも、ヤミ化したオパールの命令に青騎士がうっかり従ってしまいデコストーン1個を奪っていった。
また、烈のヤミ化にも成功しているので、策士としてはこの上ないほどの成果を上げている。
第50話ではルビーとぴんくの二人きりになったところを奇襲し、ぴんくを闇魔法で攻撃した。しかしルビーがぴんくを庇い闇魔法の攻撃を受けてしまい、ルビーはジュエルチャームに戻ってしまった。そこでルビーが落としたジュエルポッドを奪い取りぴんくを闇魔法でヤミ化させ異空間へ送った。その後残ったキラデコ5メンバー全員倒していたが、異空間に送られたぴんくがデコバスに乗って戻り、カイゼルが動揺した隙をついてぴんくがルビーのジュエルポッドを取り戻し、ぴんくがルビーのジュエルポッドを使いルビーを復活させた。そこでもう一度闇魔法で攻撃しようとするも、ルビーのジュエルポッドから放たれた光によって闇魔法が消され、ルビーとぴんくの合体魔法攻撃に負けてしまい、どこかへ飛ばされた。
最終回ではエンディングにて姿を現し、コタツの中に入っていた。
ディアン
声 - 福山潤
デコラナイン四天王。メインクーンのジュエルペット。デコストーンを目当てにカードバトルを挑みにきた。性格は無印と同じくコタツが大好き。
第48話で洗脳しヤミ化した烈がトールとコハクをジュエルチャームに戻した事により烈に対して危機感を持ってしまい、緑になりすまして烈を操った。その後コタツと共に撤退したが、デコラナイン基地に戻らずジュエルランドのどこかに消えてしまった。
トール
声 - 竹内順子
デコラナイン四天王。アメリカンショートヘアのジュエルペット。第6話本編にサフィーの本屋の客として登場。『サンシャイン』同様、「〜トール」が口癖。性格はその前の2作同様おさえめになっている。第42話で再登場した時はデコラナイン四天王の1人になっていた。
任務になると『サンシャイン』同様の高いテンションと持ち前の冷静さで、コハクと共に四天王最強と言うにふさわしい力を発揮する。
第48話では洗脳しヤミ化した烈に命令をしたが、逆ギレされ闇魔法の攻撃を受けてジュエルチャームに戻り戦闘不能となった。
コハク
声 -皆川純子
デコラナイン四天王。柴犬のジュエルペット。今までと異なり、ラブラを超える甘えん坊な性格で「〜しば。」が口癖。しかし、内に秘めた腹黒さもラブラ以上で、自分のかわいさで自分が敵であることを忘れさせ、敵を仲違いさせるという手を使う。
その上、狡猾でコールが必死に掘り出して手に入れたデコストーンを掠め取って、自分の成果にしている。
第48話では洗脳しヤミ化した烈に命令をしたが、逆ギレされ闇魔法の攻撃を受けてジュエルチャームに戻り戦闘不能となった。

### その他
ジュエリーナ
声 - 清水愛
前作のジュエリーナとは全くの別人であり、外見も異なっており、声優も変更されている。
ジュエルペットを創造する以前からミラーボールでゴーゴーを踊ることが好きであり、ジュエルペット達と楽しく踊っていたが、ミラーボールが割れたことで深い悲しみのあまり石化してしまい休眠状態となっていた。しかし数億年の時をさまよい、デコリスキー博士に転生していた。そしてミラーボール復活時にデコリスキー博士と一体化し、デコリーナとして生まれ変わった。
ひつじ執事
声 - 上田燿司
初めにガーネット家に仕えていた執事の一人。ブルーが執事になることに決まったため、クビになってしまう。第20話では、この心の闇をコールに見透かされ、ヤミられてしまった。
実は執事をクビにされる前から年寄ゆえの支障をきたしており、これを気にしたガーネットが新しい人生を歩んでほしくてクビにしたことが明らかとなった。ガーネットがクビにした時に退職デコとして7000万デコを用意したが、ひつじ執事の鬼嫁に全て持って行かれたことが発覚した。
その後トパーズの衣服店で毛糸の供給係として雇ってもらった。
デコバス
声 - 上田燿司
ジュエルランドを走っているバス。普通のバスとは違い、喋ったり感情があるなど、人間のように生きているバスである。褒めたり調子が良くなると空を飛べる特技を持っているが、逆に貶したり悲しんだりすると空から落ちたりエンストしてしまう。
人間らしい感情を持っていることからデコバス自身が汚れていたら車体を綺麗にする綺麗好きな一面や、コル美が落ち込んでいる時に励ますためにデートに誘うなど紳士的な一面がある。
また、カイゼルの闇魔法で異空間に飛ばされたぴんくを助けに行ったり、カイゼルの闇魔法攻撃からキラデコ5達を守ったりし、最終回ではジュエルペット達を乗せてルビー達を助けに行くなど大活躍している。
アメトリン&トリスティン
前々作『ジュエルペット てぃんくる☆』以来の登場。
アベニュー
声 - ささきのぞみ
前々作『ジュエルペット てぃんくる☆』以来の登場。38話でデコサンタとして登場。
デコリスキー博士
声 - 清水愛
キラデコ5を生み出した科学者。語尾に「〜デコ」と付けて喋る変わり者で、ジュエルランドの研究をしておりルビー達の事も知っている。さいたまウルトラアリーナの地下に秘密基地を作って暮らしている。ぴんくとは従姉妹の関係にある。昔付き合っている男性がおり結婚していたが、その男性はヤミの将軍であり、性格の不一致により離婚してしまった。
彼女の正体はジュエリーナの生まれ変わりであり、割れたミラーボールを復活させるために研究をしていた。そして最終回にて石化したジュエリーナと一体化し、デコリーナとして生まれ変わった。
サンマ
声 - 寺島拓篤、立花慎之介、高本めぐみ、下崎紘史、藤田知美
山奥のサンマ村にいる。誰かに食べられ、その人を笑顔にするために頑張っている。しかしデコストーンによって、脂があふれてしまう。
実はサンマ村は、その村の中央にそびえるサンマーライオンによってできており、サンマーライオンが壊れることによって消滅してしまった。しかしデコストーンをルビーが回収してくれたので、サンマたちは満足して旅立った。
ウォルフガング
声 - 伊藤栄次
ガーネットの別荘の管理人であり、元執事である。世話好きな性格だが、コウモリのように天井に逆さに吊るすもてなしをやり仲間全員に迷惑をかけてしまった。
ちなみに、その別荘は電気が通っておらず豪邸からかなり遠いため、ガーネット本人もこの別荘の存在自体忘れていた。
ゴリキング
声 - 梁田清之
パラダイス村の王であるゴリラ。トイレットペーパーの芯や卵パックで作った服で着飾り、顔もおおよそイケメンとは程遠い。しかし#後述の理由もあって、「パラダイス村で一番のイケメン」と言われる。
マコ
声 - 明坂聡美
上野に住んでいる少女。上野の各名所でジュエルランドに行けるようにお祈りしていく内に、三幸の運命のジュエルの力によって人間界からジュエルランドにやってきた。彼女の目的は、病気の三幸の代わりにラルドに会うためであった。ラルドに会い三幸の病状をラルドに告げ、マコが持っていた三幸の運命のジュエルによって三幸をジュエルランドに呼び寄せた。そしてラルドとの合体魔法によって三幸の病気を治すことができ、三幸とともに人間界へ帰っていった。
三幸
声 - 上田燿司
上野に住んでいるマコの祖父。昔は超上野動物園に勤務するイケメンの飼育員だったが、パンダとの心が通う事が出来ず悩んでいた。悩んでいる内に、人間界からジュエルランドに飛ばされてラルドに出会ったが、自分を襲ってきていると勘違いしてしまいラルドに戦ってしまった。ラルドと3ヶ月間戦っていく内にパンダとの心を通わせるのに大切なのは拳が必要だと知った。そしてラルドは襲ってきているのではなく三幸が着ていたベストが欲しかったのを知り、友情の印として三幸が着ていたピンク色のベストをラルドにプレゼントした。その時、心の原石が磨かれ三幸の運命のジュエルが生成され、人間界に帰った時に超上野動物園のスーパー飼育員として活躍した。
その後は年を取り飼育員を引退し、病気にかかってしまったが、ジュエルランドに再び来てラルドの魔法によって病気の腰痛が治った。そしてマコと一緒に人間界へ帰っていった。
パープル
声 - 寺島拓篤
第34話に登場。カイゼルの二股によって傷ついたぴんくを元気づけようとガーネットの魔法によって、恋のキューピットになったルビーが放った矢によって烈と青騎士が合体して出来た人物。烈がベースになっているイケメンで、性格はクールで紳士的であり、内に秘めた情熱的な面を持っているなど、烈と青騎士の良い所が出ている。ぴんくとのデートは上手くいっていたが、周りにモテてしまっているせいか、ぴんくが「いつかハープルが他の女子に取られてしまう」と思われてしまい、ぴんくにフラれてしまった。
オリーブ
声 - 園田泰隆
第34話に登場。サフィーの助言からルビーが放った矢によってパープルと黄一が合体して出来た人物。黄一がベースになっているイケメンで、掃除、洗濯、料理など家事全般が得意であり、ぴんくのためなら何でもする人物である。しかし気を遣いすぎたせいか逆にぴんくが疲れてしまい、ぴんくにフラれてしまった。
グレー
声 - 平野綾
第34話に登場。ルビーが放った矢によってオリーブと緑が合体して出来た人物。緑がベースになっているイケメンで、優しくて時折見せる少年のような躊躇いのない可愛さを持つなど、長所が多く出ている。今まで混ぜてきた人物と違って一番好感度があり、ぴんくの理想の恋人であった。
ドドメ
声 - ささきのぞみ(他)
第34話に登場。パープルによって投げられ、宇宙空間から戻ってきたイオがグレーとぶつかって変な合体をして出来た人物。変な合体をしてしまったせいで太った体型になってしまい、暑苦しくてナンパ癖があり、大食いですぐに拗ね、パシリに喜びを感じるなどキラデコ5とイオの短所が全て出てしまっている。そのためぴんくにドン引かれてしまい、フラれてしまった。

## 用語
ミラーボール
ジュエルランドに伝わるデコで、元々は1つの球体だったが、割れて世界中に散らばったとされる。世界一美しいデコといわれており、元に戻せば伝説のダンスを踊れるらしい。
デコストーン
闇に覆われた地球を救うために必要といわれる、巨大な宝石。色や形状は様々で、自分の意志（思考能力）を持つものも存在する。
実は、「デコストーン ＝ ミラーボールのかけら」である。そのため、ルビー達も第4話以降、呼び名をデコストーンで統一している。
またルビーのジュエルポッドには、発見して回収したデコストーンをジュエルポッドの裏にデコって保存する機能があったらしいが、ルビー自身を含め全員が知らなかった。第27話にて石になってしまったジュエリーナのジュエルポッドとルビーのジュエルポッドが合体して、この機能を使えるようになった。
作中では元々何個存在しているか判明していなかったが、第49話のサフィーの計算によって合計30万個存在することが分かった。
最終回では1話で拾ったお玉杓子や無人島でラブラが持っていた缶切り、コールが持っていた硯など、ルビー達が関わっていた物全てがデコストーンであることが判明した。
また、最後の1個はヤミの将軍の体内に入っており、その形はカミナリ型であり、デコラナインの紋章と同じ形であった。
全部集まったことでミラーボールは復活し、世界に平和が戻った。
闇魔法
デコラナインが使用する魔法。相手の過去のトラウマを思い出させたり、悲しみや怒りを増幅して洗脳しヤミ化させるなど、闇に特化した魔法である。
デコラナイン側にいるジュエルペットが闇魔法を使う場合「ジュエルフラッシュ」ではなく「ジュエルヤミッシュ」と言う。
また、洗脳して相手をヤミ化させると、ヤミ化した人物やジュエルペットも闇魔法を使用することができる。
モーニングドロップ
ジュエルタウンの早朝に朝露が地面に落ちる前に一瞬宝石に変わる時に取れる宝石。
デコストーンほど大きくはないが、とても綺麗でまぶしい程の輝きをもつ。
ゴールデンクリーミーウール
羊のフローラから取れるが希少価値が高く、そのためにかつて戦争沙汰にもなったことがある幻のウール。
宝石が盛んに採れることで有名だった村。今では宝石が採れすぎて、他の村ではゴミ同然の物こそ高級品、ブサイクこそイケメンという、すべての価値観が正反対の村になってしまった。
ホンネ岩草
桃色山のホンネ岩に生えている不思議な草。匂いをかぐと、その人の意思と関係なく本音を口走ってしまう。
爆弾の形をした、見た目どおり強力な爆発を起こす石。
普通の石に混じっているので、よく形を見ていないと大惨事を起こす。
ジュエルランドで話題になっているオンラインゲーム。プレイヤーは他のプレイヤーと友情を深めて協力し合い、このゲームのラスボスであるパッションモンスターを倒すというゲームである。
ラスボスを倒すと協力した他のプレイヤーと共に「永遠のずっともペアリング」が貰える。
ゲンコツ岩
ジュエルペット達の住むジュエル星の周りを漂う隕石。ジュエルペット達の過剰なボケに対して落下し、制裁を加える。
その正体は、意志を持ったデコストーンだった。

## スタッフ
- 原作 - サンリオ・セガトイズ
- 監督 - 森脇真琴
- 助監督 - 佐藤まさふみ（第1話 - 第19話）
- シリーズ構成 - ふでやすかずゆき
- キャラクターデザイン - 宮川知子
- デザインワークス - 宮川治雄、下地なるみ、仲田美歩（第1話 - 第15話）、小田嶋瞳（第10話、第16話）
- 美術監督 - 武藤正敏
- 色彩設計 - 坂本いづみ（第1話 - 第36話） → 石黒文子（第37話 - 第52話）
- 撮影監督 - 五十嵐慎一
- CGディレクター - 宇根信也
- 編集 - 中葉由美子、村井秀明
- 音響監督 - 岩浪美和
- 音楽 - 渡部チェル
- 音楽プロデューサー - 金谷歩、村上葉子
- 音楽制作 - ユニバーサルミュージック
- アニメーションプロデューサー - 茂垣弘道、松本太輔（第1話 - 第3話） → 小竿俊一（第4話 - 第52話）
- プロデューサー - 小山佑介（第1話 - 第41話） → 吉野文（第42話 - 第52話）、大野亮介、可知秀幸
- アニメーション制作 - スタジオコメット
- 製作 - テレビ東京、テレビ東京メディアネット、ウィーヴ

## 主題歌
オープニングテーマ：『ハッピーラッキー☆ゴー!』
作詞 - 浅利進吾、渡辺なつみ / 作曲 - 浅利進吾 / 編曲 - h-wonder / 歌 - 芦田愛菜（ユニバーサルミュージック）
今までのシリーズとは違い、アニメーション変更が一切されなかった。
また最終話は合唱版となり、オープニング映像にサウンドエフェクトの追加もされた。
エンディングテーマ：『ずっとずっとトモダチ』
作詞 - 渡辺なつみ、浅利進吾 / 作曲 - 浅利進吾 / 編曲 - h-wonder / 歌 - 芦田愛菜（ユニバーサルミュージック）
第1話から8話までのエンディングアニメーションは前作初期同様、本編ダイジェストを中心とした簡易バージョン。9話以降はルビーたちの絵を背景に、曲にあわせて3DCGのルビーがダンスするバージョンにリニューアルされた。
最終話は本編に挿入され、通常より長いバージョンで使用。エンディング終了後も本編が終了するまでスタッフクレジットが流れていた。

### 挿入歌
Michael Jackson『Thriller』（1983年）（第25話）
※DVD版と海外放送では版権元の管理によりそれぞれ挿入曲は収録されておらず別のBGMに変更されている。

## 各話リスト
第2作『てぃんくる☆』以来の30分1話形態に戻っている。なお、放送日はテレビ東京での日程を基準とする。
| 話数   | サブタイトル                            | 脚本                      | 絵コンテ        | 演出              | 作画監督                                     | 放送日        | 収録DVD |
| ------ | --------------------------------------- | ------------------------- | --------------- | ----------------- | -------------------------------------------- | ------------- | ------- |
| 第1話  | ミラーボールがほしいデコ〜!             | ふでやすかずゆき          | 森脇真琴        | 原田治            | 小田嶋瞳                                     | 2012年 4月7日 | VOL.1   |
| 第2話  | デコフレンドデコ〜!                     | ふでやすかずゆき          | 森脇真琴        | 信田ユウ          | 梶浦紳一郎、飯田清貴                         | 4月14日       | VOL.1   |
| 第3話  | ダークエンジェルコール様デコ〜!         | ふでやすかずゆき          | 高柳哲司        | 福井俊介          | 日高真由美、兼子秀敬 本田辰雄                | 4月21日       | VOL.1   |
| 第4話  | 迷子のエンジェラデコ〜!                 | 江夏由結                  | 石踊宏          | 石踊宏            | 松本勝次                                     | 4月28日       | VOL.1   |
| 第5話  | ブルーを賭けて勝負デコ〜!               | 井上美緒                  | 高柳哲司        | 徐恵眞            | 筆坂明規、金城美保                           | 5月5日        | VOL.2   |
| 第6話  | スローライフイエローデコ〜!             | 杉原研二                  | 山本三輪子      | 坂口竜太郎        | 池内直子、森亜弥子                           | 5月12日       | VOL.2   |
| 第7話  | 謎のモンスターデコ〜!                   | 金杉弘子                  | 渡辺健一郎      | 渡辺健一郎        | 鶴田愛、本田辰雄                             | 5月19日       | VOL.2   |
| 第8話  | 冒険野郎ペリドットデコ〜!               | ふでやすかずゆき          | 佐藤まさふみ    | 倉谷涼一          | 山下敏成                                     | 5月26日       | VOL.2   |
| 第9話  | 楽しさ2倍!?デコ〜!                      | 杉原研二                  | 豊玉三郎        | 荻原露光          | 高橋敦子、梶浦紳一郎                         | 6月2日        | VOL.3   |
| 第10話 | 逆襲のコールデコ〜!                     | 井上美緒                  | 石踊宏          | 石踊宏            | 松本勝次                                     | 6月9日        | VOL.3   |
| 第11話 | ピンクの服がないデコ〜!                 | 金杉弘子                  | 山本三輪子      | 室谷靖            | 日高真由美、古池ゆかり 兼子秀敬              | 6月16日       | VOL.3   |
| 第12話 | 保安官ジャスパーデコ〜!                 | 江夏由結                  | 宮崎なぎさ      | 徐恵眞            | 筆坂明規、金城美保 野道佳代                  | 6月23日       | VOL.3   |
| 第13話 | 盗まれた!?デコストーンデコ〜!           | 井上美緒                  | 高柳哲司        | 坂口竜太郎        | 池内直子、森亜弥子                           | 6月30日       | VOL.4   |
| 第14話 | ルビーとオパールがぴったんこデコ〜!     | 竹内利光                  | 喜多谷充        | 関野関十          | 本田辰雄、鶴田愛                             | 7月7日        | VOL.4   |
| 第15話 | 無人島ではうはうデコ〜!                 | 金杉弘子                  | 島津裕行        | 倉谷涼一          | 小田多恵子、水野貴子 山下敏成                | 7月14日       | VOL.4   |
| 第16話 | トキメキセンパイデコ〜!                 | ふでやすかずゆき          | 佐藤まさふみ    | 石踊宏            | 松本勝次                                     | 7月21日       | VOL.4   |
| 第17話 | コル美先生大好きデコ〜!                 | 江夏由結                  | 山本三輪子      | 山口暁生          | 高橋敦子、野田康行                           | 7月28日       | VOL.5   |
| 第18話 | スウィーツペット・さくらんちゃんデコ〜! | 杉原研二                  | 石踊宏          | 室谷靖            | 日高真由美、古池ゆかり                       | 8月4日        | VOL.5   |
| 第19話 | スウィーツペット大集合デコ〜!           | 杉原研二                  | 麦野アイス      | 徐恵眞            | 筆坂明規、金城美保 野道佳代                  | 8月11日       | VOL.5   |
| 第20話 | お嬢様とお呼びデコ〜!                   | 大場小ゆり                | 金﨑貴臣        | 荻原露光          | 鶴田愛、加藤壮 本田辰雄                      | 8月18日       | VOL.5   |
| 第21話 | ごめんなさいが言えなくてデコ〜!         | 竹内利光                  | 宮崎なぎさ      | 坂口竜太郎        | 池内直子、森亜弥子                           | 8月25日       | VOL.6   |
| 第22話 | 嵐を呼ぶデコデコ〜!                     | 井上美緒                  | 石踊宏          | 石踊宏            | 松本勝次                                     | 9月1日        | VOL.6   |
| 第23話 | モテモテ下克上デコ〜!                   | 金杉弘子                  | 山本三輪子      | 関野関十          | 野田康行                                     | 9月8日        | VOL.6   |
| 第24話 | 舞踏会につれてってデコ〜!               | 竹内利光                  | 喜多谷充        | 山口暁生          | 日高真由美、穐本ゆかり 飯野亨、宮川知子      | 9月15日       | VOL.6   |
| 第25話 | サンマ村でギンギラギンデコ〜!           | 大場小ゆり                | 大久保政雄      | 徐恵眞            | 筆坂明規、金城美保 近藤瑠衣                  | 9月22日       | VOL.7   |
| 第26話 | ハイキングで大発見デコ〜!               | 杉原研二                  | 佐藤まさふみ    | 佐藤まさふみ      | 鶴田愛                                       | 9月29日       | VOL.7   |
| 第27話 | ジャイアント宇宙大戦デコ〜!             | 金杉弘子                  | 桜井弘明        | 荻原露光          | 加藤壮、穐本ゆかり 本田辰雄、高橋敦子        | 10月6日       | VOL.7   |
| 第28話 | かぐやのルナ姫デコ〜!                   | 井上美緒                  | 石踊宏          | 石踊宏            | 松本勝次                                     | 10月13日      | VOL.7   |
| 第29話 | そして誰もいなくなったデコ〜!           | 江夏由結                  | 山本三輪子      | 坂口竜太郎        | 池内直子、森亜弥子                           | 10月20日      | VOL.8   |
| 第30話 | イケメン・パラダイス村デコ〜!           | 大場小ゆり                | 島崎奈々子      | 島崎奈々子        | 野田康行、大沢美奈                           | 10月27日      | VOL.8   |
| 第31話 | 必殺でちゅ! トルネード旋風脚デコ〜!     | 竹内利光                  | 大久保政雄      | 山口暁生          | 穐本ゆかり、飯田清貴 本田辰雄、宮川知子      | 11月3日       | VOL.8   |
| 第32話 | 運命のジュエルデコ〜!                   | ふでやすかずゆき          | 佐藤まさふみ    | 佐藤まさふみ      | 加藤壮、鶴田愛                               | 11月10日      | VOL.8   |
| 第33話 | 俺に惚れちゃいけないぜデコ〜!           | 大場小ゆり                | 川崎逸朗        | 荻原露光          | 一川孝久                                     | 11月17日      | VOL.9   |
| 第34話 | 恋のカラフル・トーナメントデコ〜!       | 金杉弘子                  | 石踊宏          | 石踊宏            | 松本勝次                                     | 11月24日      | VOL.9   |
| 第35話 | エンジェラとジュエルしようぜデコ〜!     | 杉原研二                  | 稲垣隆行        | 室谷靖            | 飯田清貴、本田辰雄 和田佳純                  | 12月1日       | VOL.9   |
| 第36話 | 伝説のアスレチックデコ〜!               | 江夏由結                  | 山本天志        | 坂口竜太郎        | 池内直子、森亜弥子                           | 12月8日       | VOL.9   |
| 第37話 | 忍者が城で目立ちたいデコ〜!             | 井上美緒                  | 大久保政雄      | 秦義人            | 野田康行、大沢美奈                           | 12月15日      | VOL.10  |
| 第38話 | ベリーメリーデコリマスデコ〜!           | 竹内利光                  | 山本三輪子      | 徐恵眞            | 筆坂明規、金城美保 近藤瑠衣                  | 12月22日      | VOL.10  |
| 第39話 | ラブラ警察24時デコ〜!                   | 大場小ゆり                | 稲垣隆行        | 荻原露光          | 加藤壮、鶴田愛                               | 12月29日      | VOL.10  |
| 第40話 | デコましておめデコデコ〜!               | ふでやすかずゆき          | 桜井弘明        | 室谷靖            | 山崎展義、加藤壮 飯田清貴、本田辰雄 宮川知子 | 2013年 1月5日 | VOL.10  |
| 第41話 | 始末屋ネフライトデコ〜!                 | 金杉弘子                  | 石踊宏 山口暁生 | 三沢伸            | 松本勝次                                     | 1月12日       | VOL.11  |
| 第42話 | トンズラダムスの大予言デコ〜!           | 大場小ゆり                | 佐藤まさふみ    | 佐藤まさふみ      | 穐本ゆかり、一川孝久                         | 1月19日       | VOL.11  |
| 第43話 | ツル舞う群馬カルタデコ〜!               | 井上美緒                  | 山本天志        | 坂口竜太郎        | 池内直子、森亜弥子                           | 1月26日       | VOL.11  |
| 第44話 | 愛の決斗アミーゴデコ〜!                 | 杉原研二                  | 稲垣隆行        | 徐恵眞            | 筆坂明規、金城美保 近藤瑠衣、洪範錫          | 2月2日        | VOL.11  |
| 第45話 | さよならコル美先生デコ〜!               | 竹内利光                  | 川崎逸朗        | 関野関十          | 鶴田愛、高橋敦子                             | 2月9日        | VOL.12  |
| 第46話 | ダークナイト・ブルーデコ〜!             | 江夏由結 ふでやすかずゆき | 川崎逸朗        | 秦義人            | 野田康行 大沢美奈                            | 2月16日       | VOL.12  |
| 第47話 | 本当の友情はここにある!?デコ〜!         | 金杉弘子                  | 稲垣隆行        | 山口暁生          | 松本勝次                                     | 2月23日       | VOL.12  |
| 第48話 | 四露死苦!最強の友（てき）デコ〜!        | 金杉弘子                  | 山本三輪子      | 荻原露光          | 山崎展義、加藤壮                             | 3月2日        | VOL.12  |
| 第49話 | スベルペットズラデコ〜!                 | 竹内利光                  | 大久保政雄      | 室谷靖            | 一川孝久、穐本ゆかり 加藤壮                  | 3月9日        | VOL.13  |
| 第50話 | ぴんくはきらデコ女子高生!?デコ〜!       | 井上美緒                  | 稲垣隆行        | 徐恵眞            | 洪範錫、金城美保 近藤瑠衣、筆坂明規          | 3月16日       | VOL.13  |
| 第51話 | 決戦!さいたまウルトラアリーナデコ〜!    | ふでやすかずゆき          | 佐藤まさふみ    | 坂口竜太郎        | 池内直子、森亜弥子                           | 3月23日       | VOL.13  |
| 第52話 | みんなきら☆デコッ!デコ〜!               | ふでやすかずゆき          | 森脇真琴        | 佐藤和男 森脇真琴 | 野田康行、大沢美奈 宮川知子                  | 3月30日       | VOL.13  |

## 放送局

### 日本国内での放送
| 放送地域       | 放送局             | 放送期間                              | 放送日時                                   | 放送区分       | 備考              |
| -------------- | ------------------ | ------------------------------------- | ------------------------------------------ | -------------- | ----------------- |
| 関東広域圏     | テレビ東京         | 2012年4月7日 - 2013年3月30日          | 土曜 9:30 - 10:00                          | テレビ東京系列 | 製作局            |
| 大阪府         | テレビ大阪         | 2012年4月7日 - 2013年3月30日          | 土曜 7:00 - 7:30                           | テレビ東京系列 | 同日2時間30分先行 |
| 北海道         | テレビ北海道       | 2012年4月8日 - 2013年3月31日          | 日曜 7:00 - 7:30                           | テレビ東京系列 | [ 35 ]            |
| 愛知県         | テレビ愛知         | 2012年4月8日 - 2013年3月31日          | 日曜 7:00 - 7:30                           | テレビ東京系列 | [ 35 ]            |
| 岡山県・香川県 | テレビせとうち     | 2012年4月8日 - 2013年3月31日          | 日曜 7:00 - 7:30                           | テレビ東京系列 | [ 35 ]            |
| 福岡県         | TVQ九州放送        | 2012年4月8日 - 2013年3月31日          | 日曜 7:00 - 7:30                           | テレビ東京系列 | [ 35 ]            |
| 滋賀県         | びわ湖放送         | 2012年4月21日 - 2013年4月20日         | 土曜 7:00 - 7:30                           | 独立局         |                   |
| 奈良県         | 奈良テレビ         | 2012年4月27日 - 2013年4月26日         | 金曜 7:30 - 7:59                           | 独立局         |                   |
| 和歌山県       | テレビ和歌山       | 2012年7月4日 - 2013年7月3日           | 水曜 7:30 - 8:00                           | 独立局         |                   |
| 日本全域       | キッズステーション | 2013年4月15日 - 6月24日 2013年6月25日 | 月曜 - 金曜 6:00 - 6:30 火曜 15:30 - 15:58 | CS放送         | リピート放送あり  |

前作は第16話まで地上アナログテレビ放送が実施されたが、本作は第1話より完全に地上デジタルテレビ放送作品となる。

### 日本国外での放送
時間帯は全て現地時間。
香港
2013年7月3日から2014年1月1日無綫電視翡翠台にて、『寶石寵物IV』のタイトルで毎週火曜、水曜の17時20分-17時50分に放送。広東語 & 日本語二ヶ国語放送、繁体字字幕あり。
TVB兒童台
韓国
Daekyo Kids TV
スペイン
Boing
メキシコ
Canal de las Estrellas
ポルトガル
Canal Panda

## ミュージカル版
本作をベースにした『ジュエルペット きら☆デコッ! ミュージカル 〜めざせ!NO.1アイドル〜』がサンリオピューロランドのディスカバリーシアターにて2012年6月23日から2014年6月22日まで上演された。
出演するのはルビー、サフィー、ラブラ、エンジェラとオリジナルキャラクター2名で、きらデコ5はアニメ映像での登場。ジュエルペットときらデコ5の声はアニメ版と共通。
世界観はアニメ版をベースとしているものの、ストーリーはきらデコ5が一緒にデコストーンを探すヒーローアイドルのオーディションを実施し、4匹と2人がそのオーディションに参加するという内容で、アニメ本編とはパラレルワールドとなっている。
当初はアニメ本編の終了と同時期に終演する予定だったが、大変好評であったためアニメ本編および次作アニメ『ジュエルペット ハッピネス』終了後も上演は継続され、2年間上演された。終了後は『レディ ジュエルペット 魔法のミュージカル　〜誕生!リトルレディジュエル〜』に引き継がれた。

## 関連商品

### Blu-ray
セレクションBOX
発売日：2013年9月20日
全52話から16話分をセレクト。描き下ろしイラストBOX、豪華声優陣によるオーディオコメンタリー、声優陣サイン入りポストカード、作品解説ライナーノーツを収録。Blu-ray4枚組。
収録話
- Disc1

第1話「ミラーボールが欲しいデコ〜!」第2話「デコフレンドデコ〜!」第3話「ダークエンジェルコール様デコ〜!」第13話「盗まれた!?デコストーンデコ〜!」
- Disc2

第16話「トキメキセンパイデコ〜!」第22話「嵐を呼ぶデコデコ〜!」第23話「モテモテ下克上デコ〜!」第29話「そして誰もいなくなった☆デコ〜!」
- Disc3

第34話「恋のカラフル・トーナメントデコ〜!」第44話「愛の決斗アミーゴデコ〜!」第46話「ダークナイト・ブルーデコ〜!」第47話「本当の友情はここにある!?デコ〜!」
- Disc4

第48話「四露死苦! 最強の友(てき)デコ〜!」第50話「ぴんくはきらデコ女子高生!?デコ〜!」第51話「決戦! さいたまウルトラアリーナデコ〜!」第52話「みんなきら☆デコッ! デコ〜!」

### 文具類
ショウワノートより、ぬりえ、パズルなど各種文具が発売されている。